# Volvo P1900

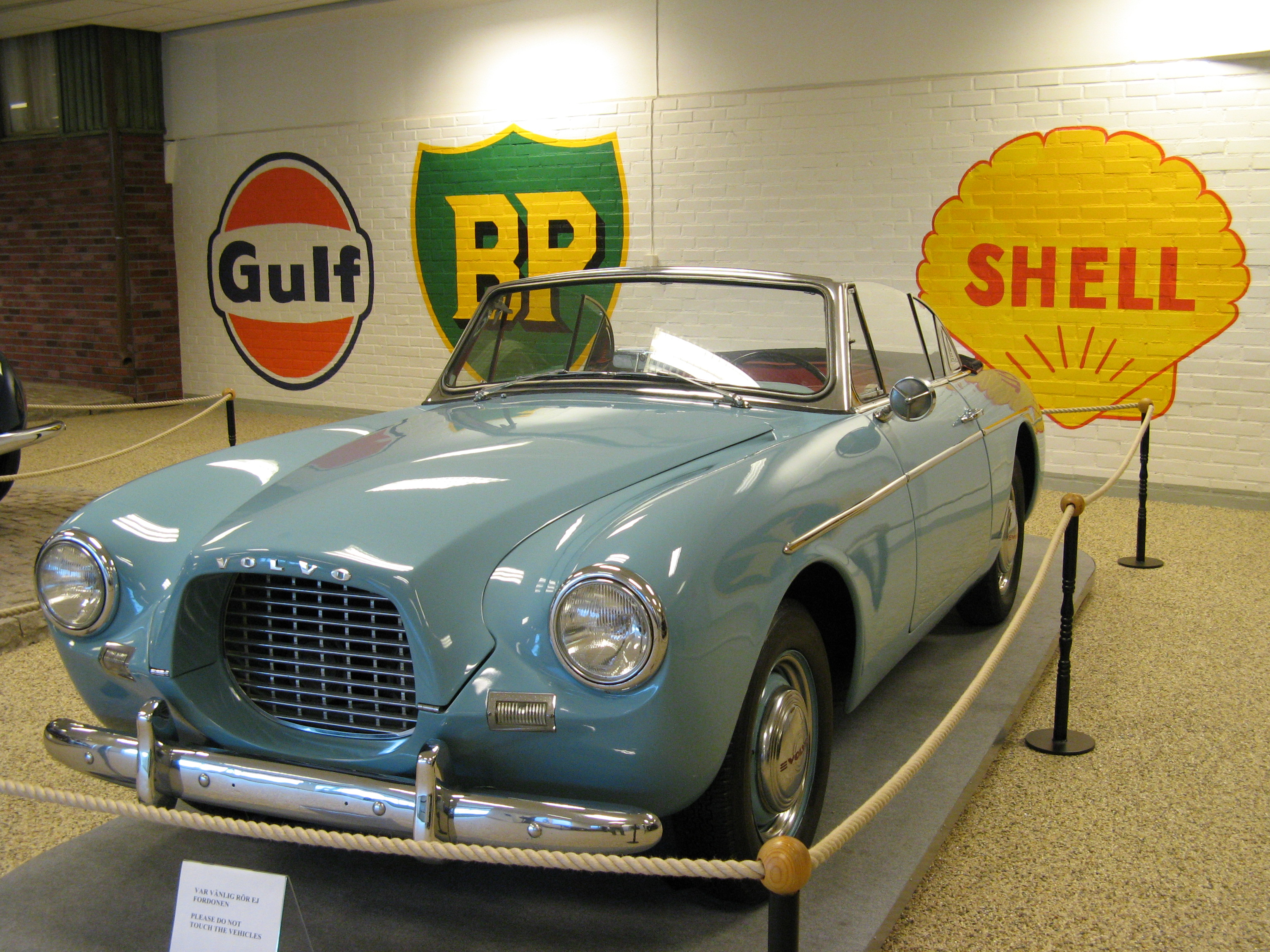
P1900

De Volvo P1900 is een sportwagen van het Zweedse merk Volvo.

## Geschiedenis
Het was de eerste sportauto van Volvo en werd gebouwd van 1956 tot en met 1957. Tijdens de fabricage en de verkoopperiode werd de auto Volvo Sport genoemd. Later kreeg hij de aanduiding P1900, de reden hiervan is onbekend.
Het initiatief tot het bouwen van een sportauto ontstond in 1953 toen Volvo's toenmalig directeur Assar Gabrielsson de nieuwe sportwagen van Chevrolet, de Corvette, zag. Gabrielsson was zo geïmponeerd dat hij wilde dat Volvo zijn eigen sportauto zou bouwen. Hij verzocht de firma Glasspar in Californië, Verenigde Staten, de productie van de glasvezel carrosserie op zich te nemen. Het chassis zou door Volvo's eigen technici worden ontwikkeld.

## Introductie
Op 2 juni 1954 werden vier prototypes van de P1900 gepresenteerd. Volvo had een buizenchassis ontwikkeld en voorzien van de aandrijflijn en wielophanging van de Volvo PV444. De motor was in eerste instantie een B4B, die na aanpassingen de naam B14A kreeg en 70 pk SAE leverde bij 5.500 toerenmin. uit 1414 cc.
Deze gaf de 969 kg wegende auto een topsnelheid van 150 km/u.
Later werd de B16B motor gemonteerd met 85 pk SAE uit 1583 cc.

## Problemen
De relatief korte ontwikkelingstijd van de auto wreekte zich echter. De auto bleek nogal wat kinderziekten te vertonen. Het chassis tordeerde, en de kunststofcarrosserie lekte en was qua afwerking beneden de Volvo-kwaliteitsstandaard. Volgens de legende leende de nieuwe directeur van Volvo, Gunnar Engellau, de auto een weekend en besloot de maandag hierop de productie onmiddellijk te beëindigen. "Ik was bang dat hij uit elkaar zou vallen" was zijn legendarisch citaat.
Bovendien was de interesse in de P1900 weliswaar groot, maar de auto bleek slecht te verkopen. Met een prijs van bijna 20.000 SEK was hij dan ook dubbel zo duur als een Volvo PV444.

## Het einde
Van de geplande 300 stuks werden daardoor maar 67 auto's, inclusief de vier prototypes, gebouwd (44 stuks in 1956 en 23 stuks in 1957). Naderhand bleken het 68 auto's te zijn omdat twee auto's, per abuis, hetzelfde chassisnummer hadden gekregen.

Van deze auto bestaan er wereldwijd nog ongeveer 50 stuks. Door hun geringe aantal zijn ze zeer gezocht en meestal zijn ze perfect gerestaureerd.